# Crêt des Alouettes
Crêt des Alouettes är en kulle i Schweiz. Den ligger i distriktet Jura-Nord vaudois och kantonen Vaud, i den västra delen av landet, 90 km väster om huvudstaden Bern. Toppen på Crêt des Alouettes är 1 068 meter över havet.